# Meiothecium capillare
Meiothecium capillare là một loài Rêu trong họ Sematophyllaceae. Loài này được (Müll. Hal.) Broth. ex Paris mô tả khoa học đầu tiên năm 1909.